# Коптская идентичность

Коптский крест

Копты — христианское меньшинство в среде мусульманского большинства Египта — имеют долгую историю. В то время как интегрированная часть древнеегипетского общества обратилась в ислам, копты сохранили культурное и религиозное отличие от своих сограждан.
Вопрос о коптской идентичности никогда не поднимался до появления в начале 1950-х годов, в правление Гамаля Насера, панарабизма. До этого момента основной формой выражения египетской идентичности был египетский национализм (именуемый также фараонизмом), и все — как египетские мусульмане, так и египетские христиане — считали себя только египтянами, не испытывая каких-либо арабских чувств. Борьба за утверждение египетской идентичности началась в ту пору, когда режим Насера попытался навязать стране арабскую идентичность и стереть память о Египте как о самостоятельном и уникальном явлении. Сегодня копты и многие египетские мусульмане отвергают арабский национализм, подчёркивая значение истинно-египетского наследия и культуры, а также свою собственную уникальную этническую принадлежность.

## Копты как египтяне
Термин «копт» обозначает коренное население Египта в отличие от разнообразных захватчиков или переселенцев (греков, римлян и т. д.), пришедших в Египет из других стран.
После мусульманского завоевания Египта термин «копт» был ограничен обозначением египтян, исповедующих христианство.
В собственно коптском языке, который представляет собой заключительный этап развития египетского языка, копты называли себя ⲣⲉⲙⲛⲕⲏⲙⲉ (remenkēme, саидский), ⲗⲉⲙⲛⲕⲏⲙⲓ (lemenkēmi, фаюмский), ⲣⲉⲙⲛⲭⲏⲙⲓ (remenkhēmi, бохайрский), что буквально означает «люди Египта» или «египтяне»; среднеегипетское rmṯ n kmt, демотическое rmt n kmỉ.
В XX веке некоторые египетские националисты и интеллектуалы начали использовать термин «копт» в историческом смысле. Например, основатель Коптского музея Маркос Паша Семейка обратился к группе египетских студентов со словами: «Все вы копты. Некоторые из вас мусульманские копты, другие христианские копты, но все вы произошли от древних египтян».
Копты испытывают особую гордость за свою египетскую идентичность[уточнить]. В то время как часть их общества интегрировалась, копты сохранили культуру и религию, отличающуюся от того, что их окружало.

## Египетская либеральная эпоха
Борьба Египта за независимость как от Османской империи, так и от Великобритании сопровождалась светским египетским национализмом, также именуемым «фараонизм».
Египетский национализм возник в 1920-х и 1930-х годах. Он вглядывался в доисламское прошлое Египта и утверждал, что Египет был частью большей средиземноморской цивилизации. Эта идеология подчеркивала роль реки Нил и Средиземного моря. Она стала доминирующим направлением выражения египетских антиколониальных активистов в довоенный и межвоенный периоды. В то время в индивидуальности египтян не было места для арабского компонента, они не имели арабской ориентации, так как независимо от религии считали себя в первую очередь египтянами. Иностранцы, посещавшие Египет в первой половине XX века, отмечали, что египтянам не присущи какие-либо арабские настроения. Как заметил арабский националист этого времени, «египтяне не признавали, что Египет был частью арабских земель и что египетский народ — часть арабской нации».

## Подъём арабского национализма
Арабский национализм обосновался в Египте в 1940-х годах в результате усилий сирийских, палестинских и ливанских интеллектуалов. Тем не менее, ещё в конце 1940-х годов и даже после создания Лиги арабских государств, историк Х. С. Дейтон всё ещё писал, что «египтяне не арабы, причём это известно и им, и арабам».